# Higinio Domingo Perucha
Higinio Domingo Perucha es un ciclista, técnico, matricero y mecánico de bicicletas español. 
Fue seleccionador y mecánico del equipo de ciclismo de la ONCE de personas con discapacidad. Construyó los tándem que ganaron los Juegos Paralímpicos de Barcelona, Atlanta y Sídney. 
Perucha reparó las bicicletas de ciclistas profesionales como Marino Lejarreta, Anselmo Fuerte o Félix García Casas.
Ya retirado, creó un club ciclista en Cuenca y otro en el madrileño barrio de la Ventilla, dedicado a la fabricación y a la autorreparación de bicicletas. El local fue expropiado por el IVIMA y desalojado en 2003. Volvió a reabrirlo detrás de la fachada clasurada.
En la actualidad, se enfrenta a un segundo lanzamiento. Se ha iniciado una campaña de financiación colectiva para recaudar fondos para realizar un documental sobre su vida y trayectoria, denunciando la expropiación forzosa de su taller, y reivindicando su oficio artesano, en tiempos de industria automatizada.